# Каресуандо
Каресуандо (швед. Karesuando; меянкиели Kaaresuvanto, северносаам. Gárasavvon, фин. Kaaresuvanto) — населённый пункт в коммуне Кируна лена Норрботтен, в Швеции. Самый северный населённый пункт Швеции.
Население по данным на 2010 год составляет 303 человека. Расположена на берегу реки Муониоэльвен, на границе с Финляндией. На финской стороне границе находится деревня Каресуванто (около 140 человек), соединённая со Швецией мостом. Средняя температура июля составляет 13 °С со средним максимумом 19 °С, средняя температура января — −11 °С со средним минимумом −16 °С.
Является конечным северным пунктом Европейского маршрута E45. В деревне имеются школа, детский сад, церковь, АЗС, магазины, почтовое отделение и другие объекты инфраструктуры.
В Каресуандо с 1826 по 1849 год служил викарием учёный и проповедник Ларс Лестадиус (1800—1861), основатель лестадианства.

## Население
| Год  | Население |
| 1970 | 356       |
| 1975 | 341       |
| 1980 | 303       |
| 1990 | 351       |
| 1995 | 348       |
| 2000 | 327       |
| 2005 | 313       |
| 2010 | 303       |